# Codice penale francese del 1791

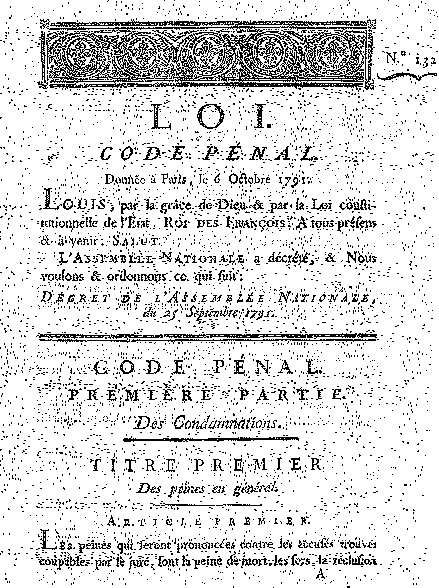
Frontespizio dell'originale del Codice.

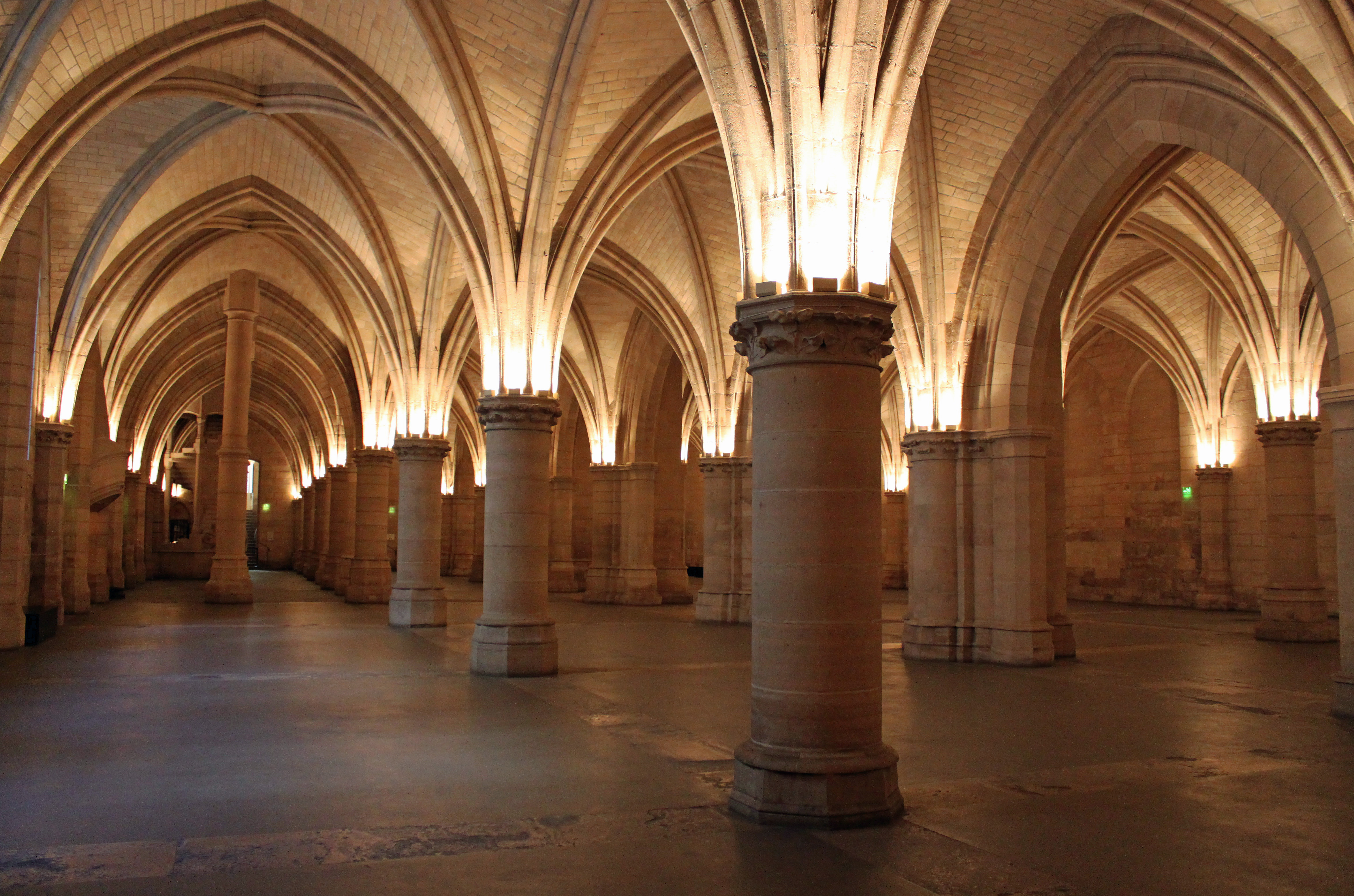
La Sala dei Gendarmi della Conciergerie di Parigi, sede del Tribunale rivoluzionario.

Il Code pénal del 1791 è stato il primo codice penale della Francia. Rimase in vigore per soli quattro anni, fino all'emanazione del Code des délits et des peines nel 1795.

## Vicenda storica
La legislazione penale francese era rimasta per secoli ferma all'Ordinanza di Villers-Cotterêts emanata da Francesco I di Francia nel 1539 e soprattutto all'Ordonnance criminelle di Luigi XIV del 1670.
Nel 1780 Luigi XVI aveva abolito la tortura, e nel 1788 si era impegnato ad una generale revisione della giustizia penale.
L'intendimento del re fu bruscamente interrotto dalla Rivoluzione francese del 1789: già la Dichiarazione dei diritti dell'uomo e del cittadino di quell'anno disciplinò aspetti di diritto penale (11 articoli su 17 della Dichiarazione), inoltre l'Assemblea costituente legiferò ampiamente in materia di giurisdizione e procedura penale.
Dopo l'approvazione della Costituzione francese del 1791 (3 settembre), il 6 ottobre 1791 venne promulgato il Codice penale, dovuto soprattutto all'opera di Louis-Michel le Peletier de Saint-Fargeau, oltre che di Adrien Duport.

## Sistematica
Il Codice si componeva di 225 articoli, e sperimentava per la prima volta la tripartizione dei reati in delitti, crimini e contravvenzioni, diversificandosi così dal modello della bipartizione in delitti criminali e delitti politici accolto in Austria dal Codice penale giuseppino del 1787.
Peraltro già la legge del 24 agosto 1790 aveva organizzato la giurisdizione criminale in tre sezioni competenti per le tre tipologie di reati: Tribunali di polizia municipale per le contravvenzioni, Tribunali di polizia correzionale per i delitti e Tribunali criminali per i crimini.

## Contenuti

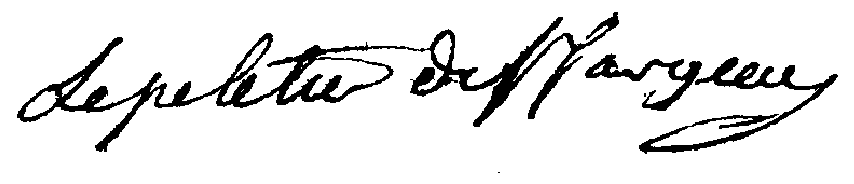
La firma di Louis-Michel le Peletier de Saint-Fargeau, principale estensore del Codice. Esponente della "nobiltà di toga", criminalista e magistrato durante l'Antico regime, fu membro della Costituente del 1789 e votò per la condanna a morte di Luigi XVI; perciò fu assassinato da un fanatico monarchico lo stesso giorno dell'esecuzione del re, il 21 gennaio 1793.

Vennero abolite le differenze personali di ceto e condizione, i reati contro la religione e tutti quelli considerati reati immaginari (eresia, magia, lesa maestà divina, bestemmia, suicidio), introdotti nuovi delitti politici e stabilite sanzioni per i reati contro la proprietà. Inoltre abolì il reato di sodomia, di fatto la Francia fu il primo paese del mondo moderno a depenalizzare l'omosessualità.
Il ruolo del giudice, secondo l'ideologia illuminista, venne ridotto a quello di "bouche de la loi", "bocca della legge" (Montesquieu), inflessibile esecutore delle norme di legge. Venne così ridotta la discrezionalità del giudice e stabilita la fissità della pena secondo il principio di stretta legalità.
La pena di morte fu mantenuta, nonostante il parere contrario di Robespierre e di altri costituenti (sulla base soprattutto delle motivazioni espresse da Cesare Beccaria nel trattato "Dei delitti e delle pene"). Qualche tempo dopo il deputato Robespierre, votando a favore della condanna a morte di Luigi XVI, disse: "Il sentimento che mi costrinse a domandare invano alla Assemblea costituente l'abolizione della pena di morte è lo stesso che mi spinge oggi a chiedere che tale pena venga applicata al tiranno".

A parte la pena di morte, le pene più pesanti erano la deportazione a vita, l'ergastolo con lavori forzati, e per i detenuti maschi maggiorenni l'uso della palla al piede come strumento di contenzione.
Peraltro il Codice penale durante la sua relativamente breve vigenza ebbe applicazione incerta, a causa del largo uso di legislazione speciale praticato negli anni del "Terrore" giacobino (1793-1794).
Fu proprio dopo la fine del predominio politico giacobino che fu avviata la riforma del diritto penale che, dopo l'approvazione della Costituzione del 1795, portò all'emanazione del Codice penale del 1795.